# Millardo
Un millardo es el número natural equivalente a mil millones (1 000 000 000) o, en notación científica, 109. En el Sistema Internacional de Unidades equivale al prefijo giga. En español, la palabra «millardo» es un extranjerismo adaptado que no forma parte del sistema de adjetivos numerales; está recogido por la Real Academia Española desde 1995 a instancias de una de las academias de la ASALE.[¿cuál?]
| {\displaystyle {\text{un millardo}}={\text{mil millones}}=10^{9}=1\;000\;000\;000\,} |

Ya que no es parte del sistema de adjetivos numerales, sino un sustantivo que opera de modo similar a «docena», «centena» o «millar», este vocablo no puede ir seguido de adjetivos numerales. Así, no es apropiado leer 100 000 200 000 como «cien millardos doscientos mil», siendo lo correcto «cien mil millones doscientos mil».

## Etimología
Es una palabra derivada de la francesa milliard, que existe en la gran mayoría de los idiomas europeos (en italiano y alemán desde el siglo XVIII), pero que no correspondía a ningún uso en España ni en la mayor parte de Hispanoamérica. La excepción está en Venezuela, donde se usa corrientemente en los periódicos de circulación nacional, como por ejemplo El Nacional y El Universal, así como en los grandes medios de comunicación de ese país.
Cabe mencionar que la palabra «millar» en español, aunque puede parecer un cognado del millard francés (lo mismo que boulevard y «bulevar»), es en realidad un sustantivo que indica la cantidad de mil.

## Motivación de uso
La palabra millardo fue introducida por la Real Academia Española en el año 1995, a petición del entonces presidente de Venezuela Rafael Caldera, también miembro de la Academia Venezolana de la Lengua, y después de haber sido aprobada por la Asociación de Academias de la Lengua Española.
El término había sido propuesto originalmente en 1987 por el matemático colombiano Bernardo Mayorga en una revista de matemáticas (https://revistas.uis.edu.co/index.php/revistaintegracion/article/view/1181/1575), y su uso lo impulsaron desde ese año varios periodistas de los diarios colombianos El Tiempo y El Espectador (https://www.eltiempo.com/archivo/documento/MAM-428354), periódicos que eran material de lectura del presidente Caldera, a quien el vocablo le pareció de gran utilidad.
La razón por introducir este término fue la de impedir que la palabra inglesa billion fuera traducida erróneamente como «billón». El hecho de que no ha existido promoción alguna de su adopción (la noticia salió el 28 de diciembre, día de los Santos Inocentes), y de que el término «mil millones» no sea ambiguo y sí entendible por todos, además de no ser parte de la nomenclatura corriente de los números, podrían ser motivos por qué «millardo» no haya tenido difusión masiva fuera de Venezuela. Algunas instituciones siguen considerándolo incorrecto sobre todo para el uso matemático, y la misma Real Academia en su Diccionario limita su uso a la esfera económica.
El Diccionario panhispánico de dudas lo recomienda en casos que se pueda traducir errónemente al billion del inglés estadounidense.

## Escalas larga y corta (en otros idiomas)
En Occidente existen básicamente dos maneras de nombrar a los grandes números: la «escala larga» y la «escala corta». Ambas fueron inventadas (o por lo menos teorizadas) y exportadas por Francia (como lo hizo con las unidades de peso y medida: el gramo y el metro), en dos épocas distintas.
La escala larga es la siguiente:
| 103 = | 106 =     | 109 =         | 1012 =            | 1015 =                | 1018 =                    | 1021 =                        | 1024 =                            |
| 1000  | 1 000 000 | 1 000 000 000 | 1 000 000 000 000 | 1 000 000 000 000 000 | 1 000 000 000 000 000 000 | 1 000 000 000 000 000 000 000 | 1 000 000 000 000 000 000 000 000 |
| mil   | millón    | millardo      | billón            | billardo              | trillón                   | trillardo                     | cuatrillón                        |

Esta numeración es la vigente en francés, español, alemán, neerlandés, sueco, finés, húngaro,  noruego, checo, polaco, rumano y en italiano (con ciertos matices).
La escala corta es la siguiente: 
| 103 = | 106 =     | 109 =         | 1012 =            | 1015 =                | 1018 =                    |
| 1000  | 1 000 000 | 1 000 000 000 | 1 000 000 000 000 | 1 000 000 000 000 000 | 1 000 000 000 000 000 000 |
| mil   | millón    | billón        | trillón           | cuatrillón            | quintillón                |

El factor entre «billón», «trillón» y los siguientes puede variar. 
Es la numeración vigente en Estados Unidos, y se ha impuesto a todos los países de habla inglesa, en ruso (exceptuando la denominación de milliardo para 109), y en Brasil.
Para los usos cotidianos, la diferencia entre estos dos sistemas se resume en el valor del billón: ¿un millón de millones como en España e Hispanoamérica o mil millones, como en Estados Unidos y Brasil? Se puede defender la posición de la Academia Venezolana de la Lengua, que pretende que el empleo del millardo fortalezca la numeración actual, aún más sabiendo que el uso del billón ha variado mucho en la segunda mitad del siglo XX: 
- En 1948 Francia propuso regresar a la escala larga, en la Conferencia Internacional de las pesas y medidas. Este país confirmó su elección en 1961 (Décret 61-501, página 14, nota 3A).[10]

- En 1974, el primer ministro británico Harold Wilson anunció en los Comunes que su gobierno adoptaba la escala corta y el uso del billón como los Estados Unidos. Fue seguido por los demás países anglosajones en los años 1990.[cita requerida]

- En 1994, el gobierno italiano confirmó la adopción del billón de la escala larga y el millardo (Direttiva CE 1994 n. 55, página 12). El uso popular oscilaba entre las dos escalas.[11]